# Menhirs de la Garnerie
Les menhirs de la Garnerie sont un groupe de deux menhirs situés à Avrillé (Vendée), dans le département français de la Vendée.

## Protection
Les deux menhirs sont classés au titre des monuments historiques en 1889.

## Description
Selon F. Baudry, le groupe était constitué de deux menhirs, un grand et un plus petit à demi enfoui. Désormais, seul le plus grand des deux est encore visible. Il mesure 5,20 m de hauteur, 2,80 m de largeur et 2,40 m d'épaisseur. Son poids est estimé à 70 t